# Ферм, Сесилия
Сесилия Хелена Ферм (швед. Cecilia Helena Ferm; род. 9 октября 1975) ― шведская баскетболистка-инвалид по слуху. Приняла участие в пяти Сурдлимпийских играх (её дебют состоялся на Летних Сурдлимпийские играх 1993 года).
На протяжении многих лет была ключевым игроком шведской баскетбольной команды глухих. Шведы выиграл серебряные медали на Летних Сурдлимпийских играх 1997 года в Копенгагене, 2001 года в Риме и 2005 года в Мельбурне. На Сурдлимпийских играх 2009 года впервые за всю историю данных спортивных мероприятий шведская сборной, в составе которой была и Сесилия Ферм, одержала победу в финале соревнований над американками (которые считались фаворитами) и шведские спортсменки были удостоены золотых медалей.
Сесилия Ферм также была удостоена звания «Глухая спортсменка года» в 2000 и 2004 годах за свою выдающиеся результаты на различных соревнованиях для глухих, в том числе и на Сурдлимпийских играх. Также была номинирована на это звание в 1998, 1999, 2002 и 2007 годах.
Играла в составе команд многих шведских профессиональных клубов: Солна Викингс, Акрополь и Нерике Баскет, а также АИК Баскет.